# Villar de Domingo García
Villar de Domingo García è un comune spagnolo di 208 abitanti situato nella comunità autonoma di Castiglia-La Mancia.
Il comune comprende, oltre al capoluogo omonimo, i nuclei abitativi di Noheda, Sacedoncillo e Villalbilla.